# Justus von Liebig
El barón Justus von Liebig (Darmstadt, 12 de mayo de 1803-Múnich, 18 de abril de 1873) fue un químico alemán, considerado uno de los pioneros en el estudio de la química orgánica. Como profesor en la Universidad de Giessen, ideó el método de enseñanza moderno orientado al laboratorio, y por tales innovaciones, es calificado como uno de los mejores profesores de Química de todos los tiempos. También es conocido por aplicar los conocimientos de la química a la biología y a la agricultura. Ha sido descrito como el "padre de la industria del fertilizante" por su énfasis en el nitrógeno y los minerales como nutrientes esenciales para las plantas y su formulación de la ley del mínimo, que describía cómo el crecimiento de las plantas dependía del recurso nutritivo más escaso, en lugar de la cantidad total de recursos disponibles.

## Biografía

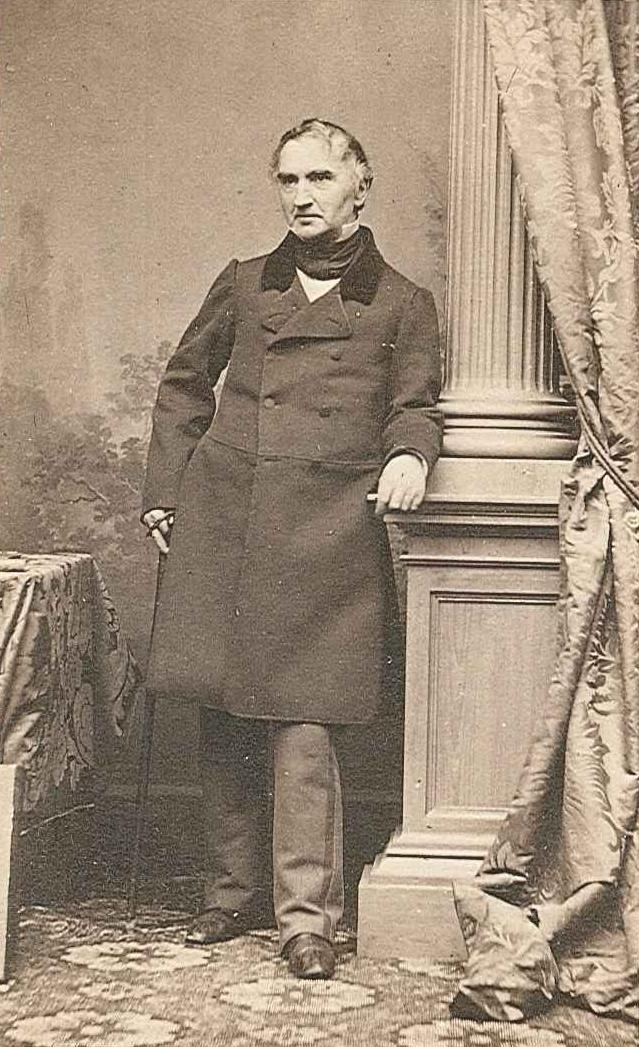
Justus von Liebig.

La vocación de von Liebig se manifestó ya en su adolescencia; fue expulsado del Gymnasium (instituto de educación secundaria) por detonar un explosivo con reactivos obtenidos del negocio paterno. El padre de Justus von Liebig era un fabricante de sustancias químicas y pintura. Tenía un pequeño laboratorio químico, usado por Justus para llevar a cabo los experimentos químicos que encontraba en libros que tomaba prestados de una biblioteca. Con quince o dieciséis años fue aprendiz de farmacéutico en Heppenheim por seis meses, pero pudo convencer a su padre que le permitiera estudiar Química en la universidad.
A partir de 1820 estudió en la Universidad de Bonn con Karl Wilhelm Gottlob Kastner, pero ya que en la universidad solamente podía aprender conocimientos teóricos, estudió también por su propia cuenta. Luego siguió a Kastner a la Universidad de Erlangen para doctorarse en 1822. Recibió una beca del Gobierno de Hesse para estudiar en París de 1822 a 1824. Merced a la influencia de Alexander von Humboldt pudo trabajar en el laboratorio privado de Louis Joseph Gay-Lussac.
En 1824 fue nombrado profesor extraordinario de la Universidad de Giessen. «Liebig convirtió pronto el laboratorio de su universidad en un centro eficaz y experimental que luego habría de servir de modelo a todos los investigadores químicos de Europa y América. Trabajando de forma infatigable, [...] pronto llegó a tener a su alrededor una auténtica legión de discípulos que, procedentes de muy diversos países, pudieron comprobar in situ los nuevos métodos desarrollados por Justus von Liebig para la enseñanza y el aprendizaje de la Química; entre estos alumnos que tuvo el científico alemán en Giessen, figuran August Wilhelm von Hofmann y Friedrich August Kekulé.»
Liebig fue presidente de la Academia Prusiana de las Ciencias (Preußische Akademie der Wissenschaften) y miembro honorífico, entre otras asociaciones científicas, de la Royal Society. En 1845 recibió el título de barón. En 1852 se fue a la Universidad de Múnich, donde impartió clases de Química hasta 1873.
Recibió la Medalla Copley en 1840. En 1865 junto con George Christian Giebert fundó la Liebig's Extract of Meat Company (Compañía Liebig de Extracto de Carne), aplicando un procedimiento de su invención para preparar extractos cárnicos.

## Investigación y desarrollo

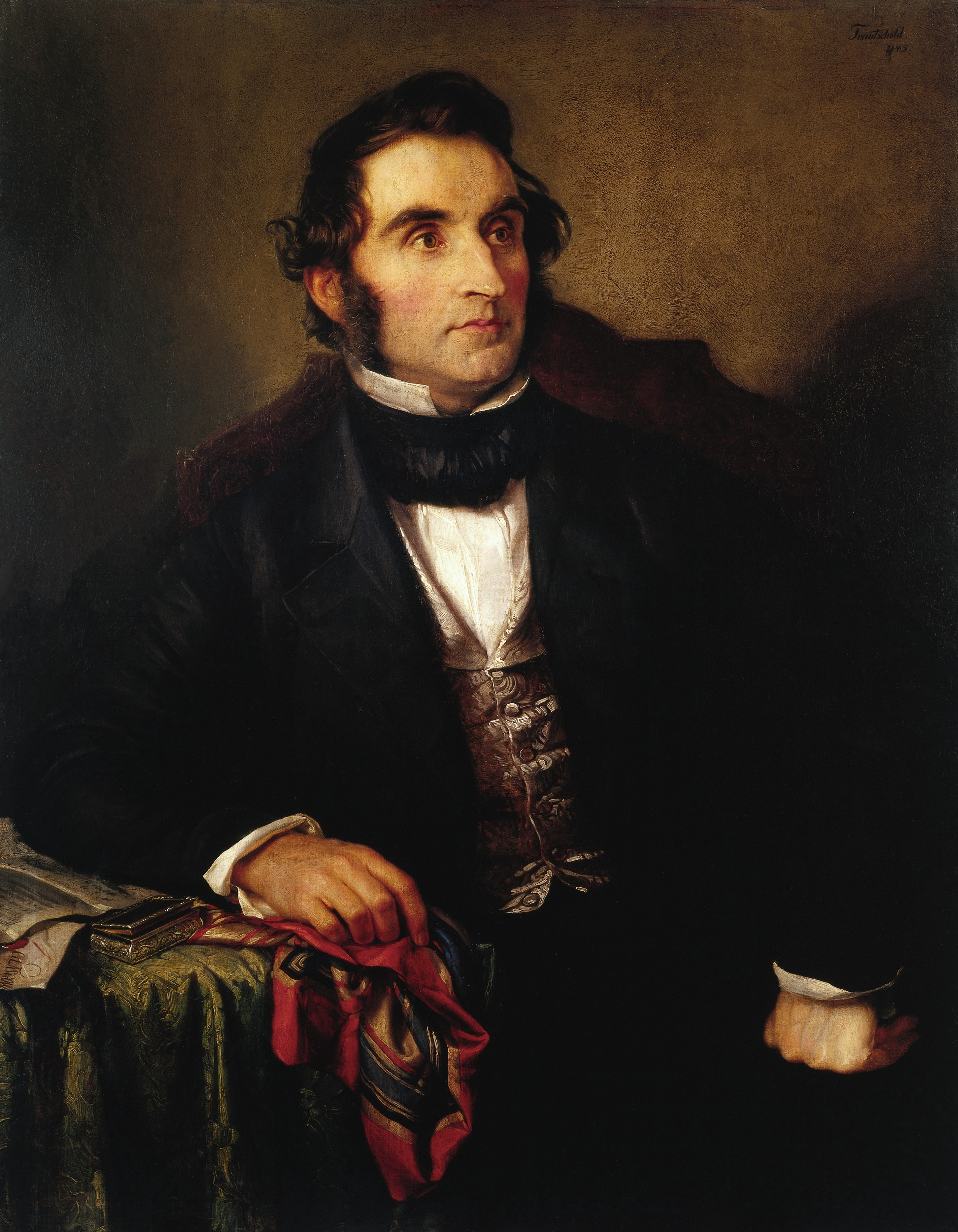
Justus von Liebig, por Wilhelm Trautschold, circa 1846

Liebig abandonó París para regresar a Darmstadt en abril de 1824. El 26 de mayo de 1824, a la edad de veintiún años y con la recomendación de Humboldt, Liebig se convirtió en profesor extraordinarius de la Universidad de Giessen.: 35  El nombramiento de Liebig formaba parte de un intento de modernizar la Universidad de Giessen y atraer a más estudiantes. Recibió un pequeño estipendio, sin financiación para laboratorios ni acceso a las instalaciones.: 38–41 
Su situación se complicaba por la presencia de profesorado ya existente: El profesor Wilhelm Zimmermann (1780-1825) enseñaba Química General como parte de la Facultad de Filosofía, dejando la Química Médica y la Farmacia al profesor Philipp Vogt en la Facultad de Medicina. Vogt apoyó con gusto una reorganización en la que Liebig enseñaba Farmacia, que pasó a ser responsabilidad de la Facultad de Filosofía y Letras, en lugar de la de Medicina. Zimmermann se vio compitiendo sin éxito con Liebig por los estudiantes y los honorarios de sus clases. Se negó a permitir que Liebig utilizara el espacio y el equipo existentes y finalmente se suicidó el 19 de julio de 1825. La muerte de Zimmermann y del profesor Blumhof, que impartía clases de Tecnología y Minería, abrió el camino para que Liebig solicitara una cátedra completa. Liebig fue nombrado catedrático ordinario (ordentlicher Professor) de Química el 7 de diciembre de 1825, recibiendo un salario considerablemente mayor y una asignación para el laboratorio.: 38–41 
Liebig se casó en mayo de 1826 con Henriette "Jettchen" Moldenhauer (1807-1881), hija de un funcionario estatal. Tuvieron cinco hijos: Georg (1827-1903), Agnes (1828-1862), Hermann (1831-1894), Johanna (1836-1925) y Marie (1845-1920). Aunque Liebig era luterano y Henriette católica, sus diferencias religiosas parecen haberse resuelto amistosamente educando a sus hijos en la confesión luterana y a sus hijas como católicas.: 44 

### Transformando la enseñanza de la química

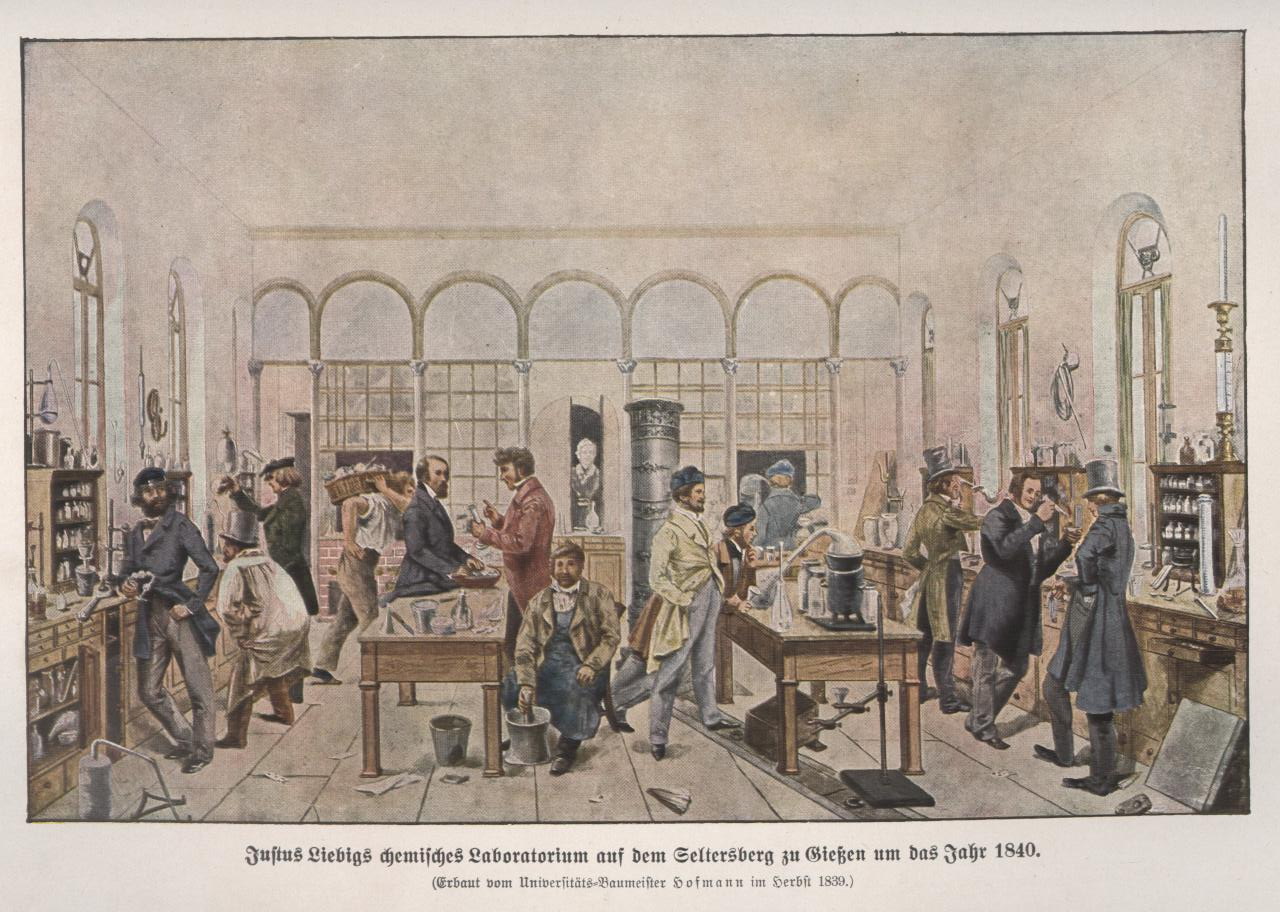
Laboratorio de Liebig en Giessen, por Wilhelm Trautschold

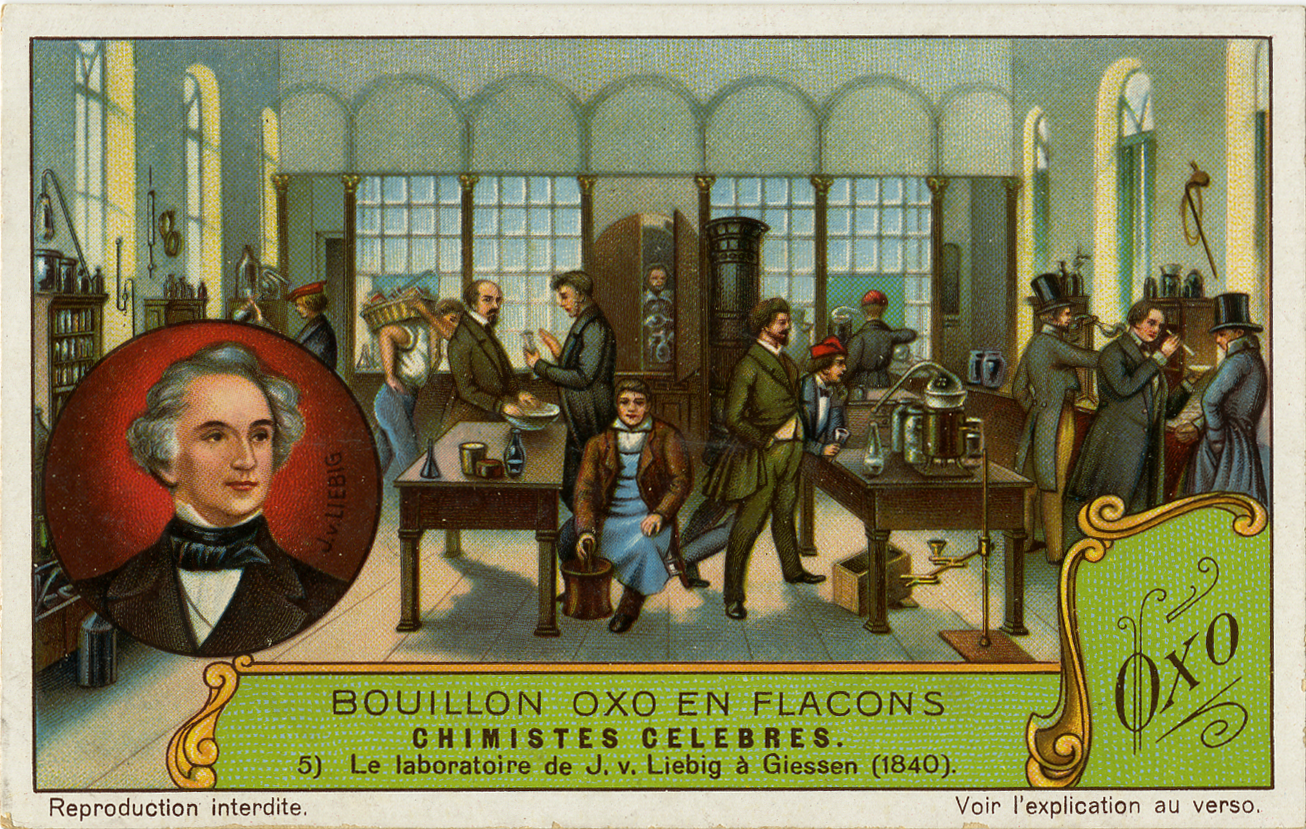
Laboratorio de Liebig en una imagen de 1929

Liebig y varios asociados propusieron crear un instituto de farmacia y fabricación dentro de la universidad.: 42  El Senado, sin embargo, rechazó inflexiblemente su idea, afirmando que formar "boticarios, jaboneros, cerveceros, tintoreros y destiladores de vinagre" no era tarea de la universidad.: 43  A partir del 17 de diciembre de 1825, dictaminaron que cualquier institución de este tipo tendría que ser una empresa privada. Esta decisión benefició a Liebig. Como empresa independiente, podía ignorar las normas universitarias y aceptar tanto estudiantes matriculados como no matriculados.: 42–43  El instituto de Liebig se publicitó ampliamente en revistas farmacéuticas y abrió sus puertas en 1826.: 44–45  Sus clases de Química Práctica y Procedimientos de Laboratorio para el Análisis Químico se impartían aparte de los cursos formales de Liebig en la universidad.
De 1825 a 1835, el laboratorio se instaló en la sala de guardia de un cuartel en desuso a las afueras de la ciudad. El espacio principal del laboratorio era de unos 38 m² (45,4 yd²) e incluía una pequeña sala de conferencias, un almacén y una sala principal con hornos y mesas de trabajo. Una columnata abierta en el exterior podía utilizarse para reacciones peligrosas. Liebig podía trabajar allí con ocho o nueve estudiantes a la vez. Vivía en un estrecho apartamento en el piso de arriba con su mujer y sus hijos.: 47 
Liebig fue uno de los primeros químicos en organizar un laboratorio en su forma actual, comprometiéndose con los estudiantes en la investigación empírica a gran escala mediante una combinación de investigación y enseñanza. Sus métodos de análisis orgánico le permitieron dirigir el trabajo analítico de muchos estudiantes de posgrado. Los estudiantes de Liebig procedían de muchos de los estados alemanes, así como de Gran Bretaña y Estados Unidos, y contribuyeron a crear una reputación internacional para su Doktorvater. Su laboratorio se hizo famoso como institución modelo para la enseñanza de la química práctica.: 47  También fue importante por su énfasis en la aplicación de los descubrimientos de la investigación fundamental al desarrollo de procesos y productos químicos específicos.
En 1833, Liebig logró convencer al canciller Justin von Linde para que incluyera el instituto dentro de la universidad.: 47  En 1839, obtuvo fondos del Gobierno para construir un aulario y dos laboratorios independientes, diseñados por el arquitecto Paul Hofmann. El nuevo laboratorio de química contaba con innovadoras vitrinas de gases y chimeneas de ventilación.: 58  En 1852, cuando dejó Giessen por Múnich, más de setecientos estudiantes de Química y Farmacia habían estudiado con Liebig.: 57 

### Instrumentación

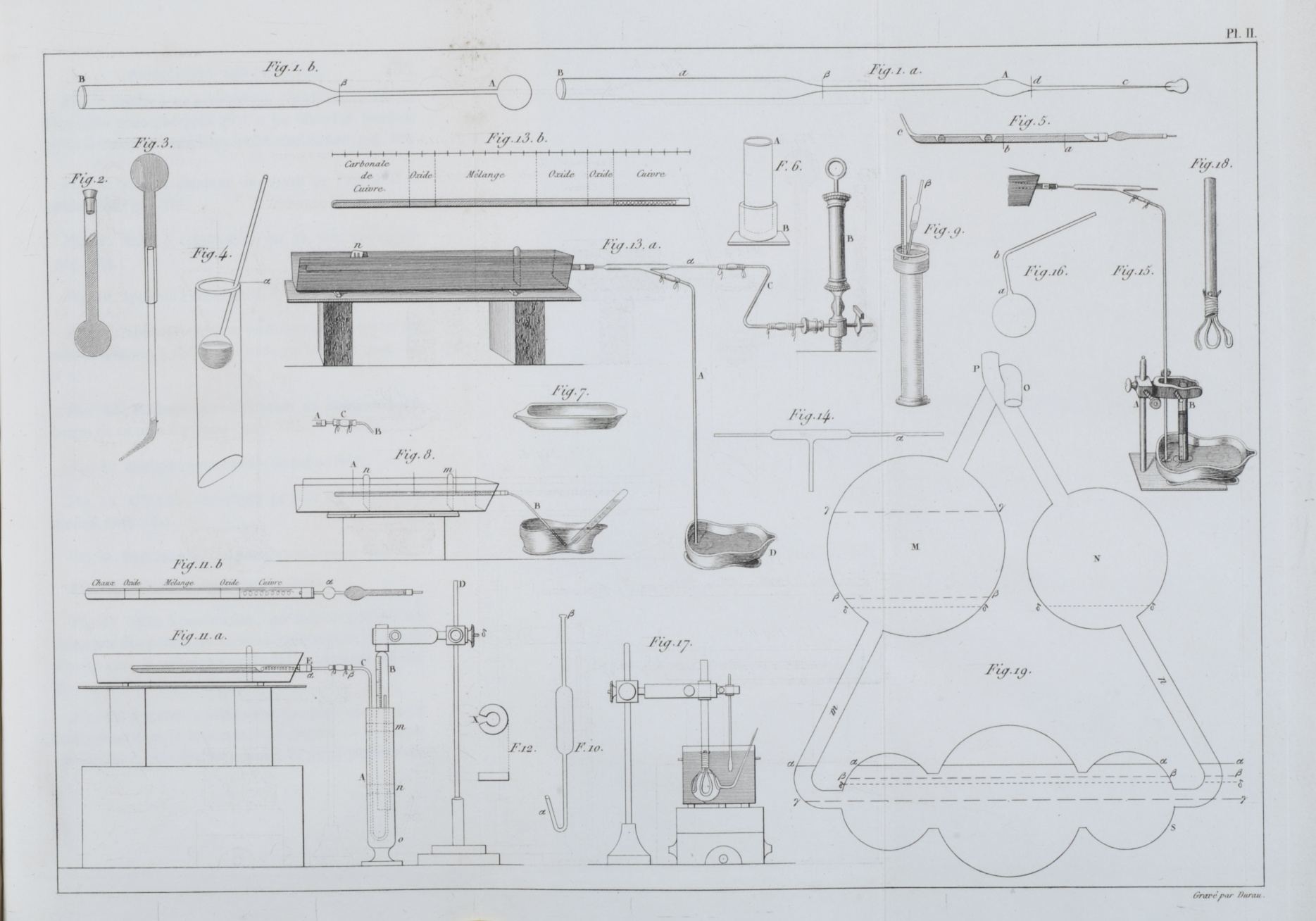
Dibujo del aparato del Manuel pour l'analyse des substances organiques de Liebig, 1848, Kaliapparat en la parte inferior derecha

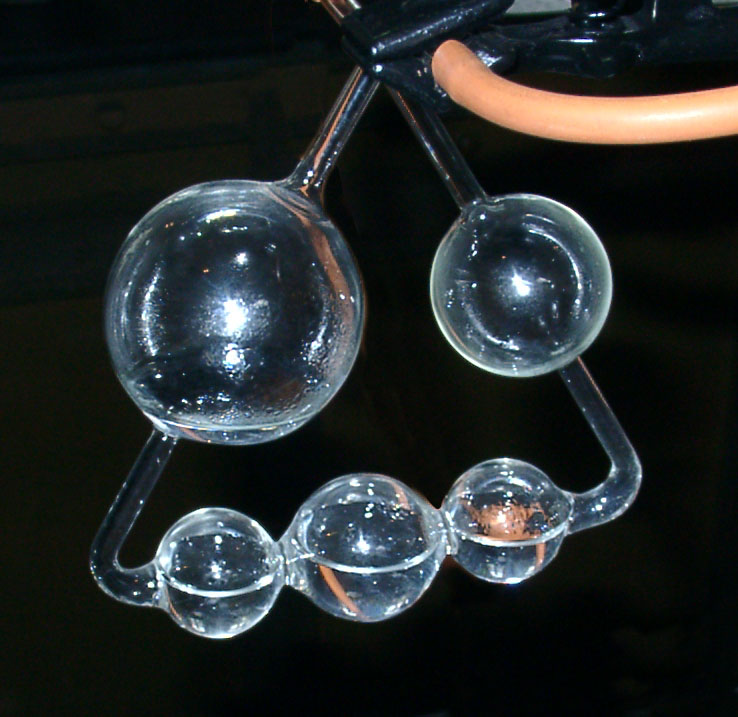
Reproducción moderna del aparato Kaliapparat

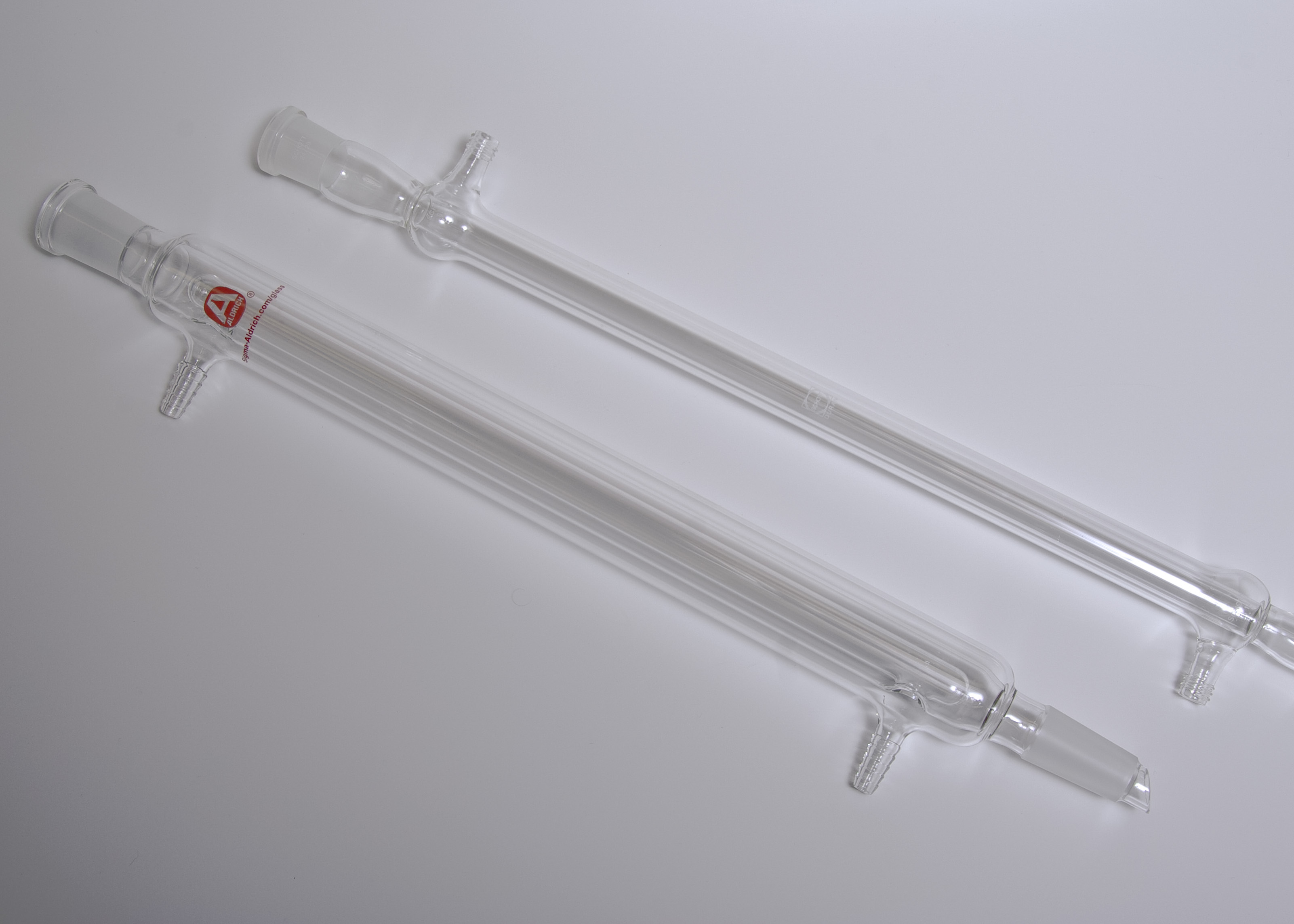
Condensador Liebig moderno (izquierda) y condensador West (derecha)

Un reto importante al que se enfrentaban los químicos orgánicos del siglo XIX era la falta de instrumentos y métodos de análisis que permitieran realizar análisis precisos y reproducibles de materiales orgánicos. Muchos químicos trabajaron en el problema del análisis orgánico, entre ellos el francés Joseph Louis Gay-Lussac y el sueco Jöns Jacob Berzelius, antes de que Liebig desarrollara su versión de un aparato para determinar el contenido de carbono, hidrógeno y oxígeno de las sustancias orgánicas en 1830. Consistía en un conjunto de cinco bombillas de vidrio, llamadas Kaliapparat, para atrapar el producto de oxidación del carbono de la muestra, tras la combustión de la misma. Antes de llegar al Kaliapparat, los gases de combustión eran conducidos a través de un tubo de cloruro cálcico higroscópico, que absorbía y retenía el producto de oxidación del hidrógeno de la muestra, es decir, el vapor de agua. A continuación, en el Kaliapparat se absorbía dióxido de carbono en una solución de hidróxido de potasio en los tres bulbos inferiores, que servía para medir el peso del carbono en la muestra. Para cualquier sustancia compuesta únicamente de carbono, hidrógeno y oxígeno, el porcentaje de oxígeno se hallaba restando los porcentajes de carbono e hidrógeno del 100 %; el resto debía ser el porcentaje de oxígeno. Para la combustión se utilizaba un horno de carbón (una bandeja de chapa de acero en la que se colocaba el tubo de combustión). Pesar directamente el carbono y el hidrógeno, en lugar de estimarlos volumétricamente, aumentó en gran medida la precisión de la medición del método.: 48–51  El ayudante de Liebig, Carl Ettling, perfeccionó las técnicas de soplado de vidrio para producir el kaliapparat y las demostraba a los visitantes.: 50  El kaliapparat de Liebig simplificó la técnica del análisis orgánico cuantitativo y la convirtió en rutinaria. Brock sugiere que la disponibilidad de un aparato técnico superior fue una de las razones por las que Liebig pudo atraer a tantos estudiantes a su laboratorio.: 50  Su método de análisis por combustión se utilizó farmacéuticamente y, sin duda, hizo posible muchas contribuciones a la química orgánica, agrícola y biológica.: 76–77 
Liebig también popularizó el uso de un sistema de refrigeración por agua en contracorriente para la destilación, todavía conocido como condensador Liebig.: 84  El propio Liebig atribuyó el dispositivo de condensación de vapor al farmacéutico alemán Johann Friedrich August Gottling, que había introducido mejoras en 1794 en un diseño descubierto independientemente por el químico alemán Christian Ehrenfried Weigel en 1771, por el científico francés, Pierre-Isaac Poissonnier en 1779 y por el químico finlandés Johan Gadolin en 1791.
Aunque no se adoptó de forma generalizada hasta después de la muerte de Liebig, cuando la legislación sobre seguridad prohibió finalmente el uso de mercurio en la fabricación de espejos, Liebig propuso un proceso para platear que acabó convirtiéndose en la base de la fabricación moderna de espejos. En 1835, informó de que los aldehídos reducen las sales de plata a plata metálica. Después de trabajar con otros científicos, Carl August von Steinheil se dirigió a Liebig en 1856 para ver si podía desarrollar una técnica de plateado capaz de producir espejos ópticos de alta calidad para su uso en telescopios reflectores. Liebig consiguió desarrollar espejos sin imperfecciones añadiendo cobre al nitrato de plata amoniacado y al azúcar. Un intento de comercializar el proceso y "expulsar la fabricación de espejos con mercurio y su influencia nociva sobre la salud de los trabajadores" no tuvo éxito.: 136–139 

## Logros
Liebig mejoró el análisis orgánico y descubrió que las plantas se alimentan gracias al nitrógeno y al dióxido de carbono del aire (con la contribución de microbios que realizan las conversiones a compuestos del nitrógeno) y de los minerales del suelo. Uno de sus logros más renombrados fue la invención del fertilizante a base de nitrógeno (descrito en su publicación de 1840, Química orgánica y su aplicación a la agricultura y a la fisiología). También formuló la ley del mínimo, que indica que el desarrollo de una planta se ve limitado por el mineral esencial relativamente más escaso, visualizada como el barril de Liebig. Este concepto es una versión cualitativa de los principios utilizados para determinar la aplicación de fertilizantes en la agricultura moderna.
Fue uno de los primeros químicos en dar una organización moderna a su laboratorio. Con el nombre de condensador Liebig se conoce al dispositivo de condensación del vapor que diseñó para su trabajo. Asimismo llevó a cabo investigaciones importantes sobre el ácido úrico y el aceite de almendras amargas en colaboración con el químico alemán Friedrich Woehler. 
Una de sus fórmulas más famosas fue la del extracto de carne. Gracias a las gestiones del ingeniero Georg Giebert, sería fabricado por la Liebig's Extract of Meat Company, con planta industrial en Fray Bentos, Uruguay, y en la provincia de Entre Ríos, Argentina; con exportación a todo el mundo, especialmente Europa.

## Eponimia

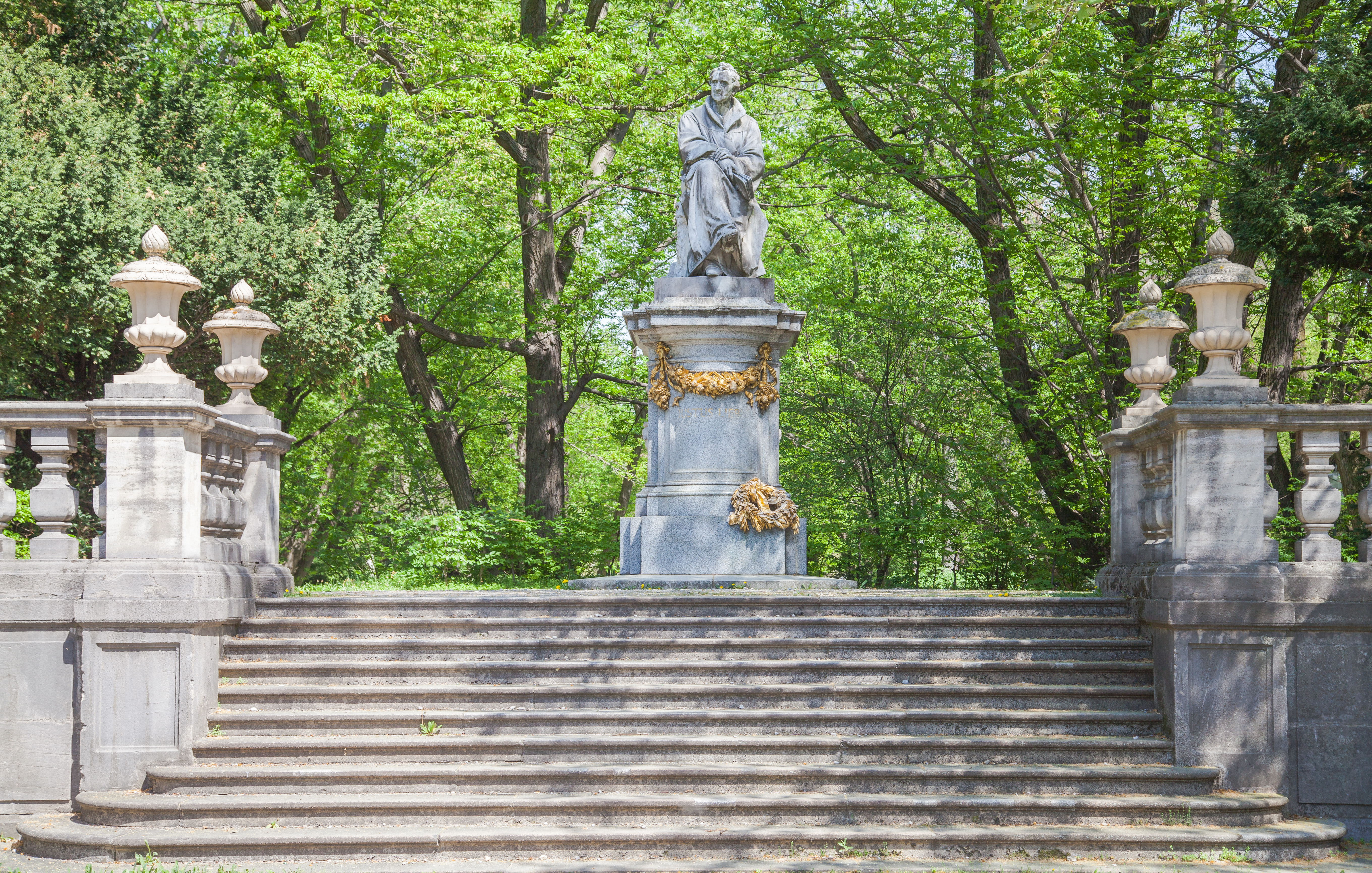
Monumento a Justus von Liebig en Múnich (Alemania).

- La Universidad de Giessen se llama oficialmente Justus-Liebig-Universität Giessen en su honor.

- La Liebig's Extract of Meat Company, que daría nombre al pueblo Liebig en Argentina, a orillas del río Uruguay.

En el campo de la astronomía, se le han dedicado los elementos siguientes:
- El cráter lunar Liebig, que lleva este nombre en su memoria.[17]
- El asteroide (69286) von Liebig que también conmemora su nombre.